# Alexandre Domogarov
Alexandre Iourievitch Domogarov (en russe : Алекса́ндр Ю́рьевич Домога́ров), né le 12 juillet 1963 à Moscou, est un acteur soviétique, puis russe.

## Biographie
Fils de l'acteur de théâtre Yuri Domogarov, Alexandre naît le 12 juillet 1963 à Moscou.
Diplômé de l'École supérieure d'art dramatique Mikhaïl-Chtchepkine en 1984, il devient acteur du Théâtre Maly. De 1985 à 1995, il joue au théâtre de l'armée soviétique. De 1995 au 28 mai 2024 - acteur au théâtre Mossovet où il joue les rôles-titres dans les pièces Mon pauvre Marat, Cyrano de Bergerac, ainsi que les deux rôles-titres dans la comédie musicale L'Étrange Cas du Dr Jekyll et de M. Hyde (la version russe de la comédie musicale de Broadway Jekyll and Hyde). 
En 1997, il reçoit le prix théâtral Tchaïka dans la nomination meilleur acteur de la saison théâtrale 1996-1997, pour le rôle de Georges Douroy dans la pièce Cher ami mise en scène par Andreï Jitkine sur la scène du théâtre Mossovet.
Il a également participé à des productions dans d'autres théâtres : rôles principaux dans les pièces Nijinski, le clown fou de Dieu au théâtre sur Malaïa Bronnaïa et Macbeth au Théâtre de Cracovie Bagatella, toutes deux en polonais. En tant qu'artiste invité en 2019-2020, il a travaillé au Théâtre d'art Gorki de Moscou.
Sa carrière à l'écran commence en 1984, sous la direction de Gueorgui Natanson dans le film Héritage réalisé d'après la nouvelle éponyme d'Anatoli Sofronov. Il devient célèbre pour son rôle de Pavel Gorine dans le film d'aventure historique Garde-marines 3 de Svetlana Droujinina (1992). Sa grande popularité se confirme après la sortie de la série télévisée historique Comtesse de Monsoreau (1997), où il joue le rôle principal - le seigneur de Bussy.
Il joue en Pologne dans la série télévisée Par le fer et par le feu (1999) de Jerzy Hoffman et dans le film Une nuit de juin (2001) réalisé par Andrzej Wajda.
Depuis 2023 - artiste invité du Théâtre de l'Armée russe. Il joue le rôle principal dans la pièce Masquerade (mise en scène par Nina Chusova) et le rôle de Woland dans la pièce Romance (mise en scène par Alexander Lazarev).

## Filmographie

### Cinéma
- 1984 : Héritage (Nasledstvo) de Gueorgui Natanson : Slava
- 1985 : Likha beda nachalo
- 1987 : Assa (Асса) de Sergueï Soloviov : Alexandre Ier de Russie
- 1988 : Le Mari et la fille de Tamara Alexandrovna [Mouj i dotch' Tamary Alexandrovny] d'Olga Naroutskaia : camarade de classe de Fedia
- 1990 : Delaï - raz!
- 1991 : Sang pour sang (ru) (Кровь за кровь) : Bubus
- 1992 : Garde-marines 3 (en) : Pavel Gorine
- 1993 : Si on savait (Esli by znat...)
- 1993 : La Vengeance du bouffon (Mest chouta)
- 1999 : La Danse blanche (Bely tanets) à de Raouf Koubaev  : Nikita
- 1999 : Au bout du monde (Na koniec świata) de Magdalena Łazarkiewicz et Joanna Żółkowska : Viktor
- 2000 : Dykaren : Viktor
- 2001 : Jeu à élimination (Igra na vylet) : Nikolaï
- 2002 : Je suis une poupée (Ya koukla) : Viktor
- 2006 : Le Péché (Грех) de Boris Blank
- 2006 : Prince Montenegro : Mikhaïl Miloradovich
- 2006 : Wolfhound, l'ultime guerrier (Volkodav iz roda Serykh Psov) de Nikolaï Lebedev : Lioudoïed
- 2007 : Gloss (Глянец) d'Andreï Kontchalovski : Micha Klimenko
- 2007 : Indi d'Alexandre Kirienko : Arseni
- 2008 : La Première femme (Старшая жена) d'Ivan Solovov : Max
- 2008 : Blanche nuit, douce nuit (Belaïa notch, nejnaïa notch)
- 2009 : Tsar de Pavel Lounguine : Alexeï Basmanov
- 2010 : Legenda o Lietajúcom Cypriánovi : Valent Gres
- 2011 : La Bataille de Varsovie : Krychkine
- 2011 : Chasse à la princesse (Охота на принцессу) de Svetlana Droujinina
- 2013 : Week-end de Stanislav Govoroukhine : le préfet Ivan
- 2017 : Bolchoï de Valeri Todorovski : Potocki
- 2018 : Les Derniers Sapins de Noël (Ёлки последние) de Egor Baranov : skieur
- 2019 : L'Union du salut (Союз спасения) de Andreï Kravtchouk :  Mikhaïl Andreïevitch Miloradovitch

### Télévision

#### Séries télévisées
- 1991 : La Croix de la miséricorde (Krest miloserdsia) de Diamara Nijnikovskaïa : Andreï
- 1996 : La Reine Margot (Королева Марго, Koroleva Margo) d'Alexandre Mouratov (ru) : comte de Bussy
- 1997 : La Dame de Monsoreau (Графиня де Монсоро, Grafinia de Monsoro) : Comte de Bussy
- 2000 : Banditski Peterburg: Advokat : Serioguine
- 2000 : Banditski Peterburg: Baron : Serioguine
- 2000 : Ce que dit le colonel (Chto skazal pokoynik) : Voyou
- 2000 : L'Empire sous la menace (Imperiya pod udarom) : Gueorgui Gapone
- 2001 : Salomé (Саломея) de Dmitri Brousnikine et Léonid Ptchiolkine : lieutenant Vassili Dmitritski
- 2001 : Banditski Peterburg: Krakh Antibiotika : Serioguine
- 2001 : La Marche de Touretski (March Touretskovo) : Touretski
- 2003 : Banditski Peterburg: Arestant : Andreï Obnorsky
- 2003 : Banditski Peterburg: Oper : Obnorsky
- 2003 : Banditski Peterburg: Journalist : Obnorsky
- 2003 : Idiot de Vladimir Bortko : Evgueni Radomski
- 2003 : Lune de miel (Medovy mesiats) d'Oleg Kompasov : Andreï
- 2004 : One Lane Bridge : Anatoli Gladyrev, acteur (Nouvelle-Zélande)
- 2004-2005 : Vague criminelle  (Fala zbrodni) : Seguei Karpine (épisodes 1 à 3) (Pologne)
- 2005 : Ceux qui ont perdu le soleil (Poteriavchie solntse) de Viatcheslav Sorokine et Igor Zaïtsev : Anton Tchelychev
- 2005 : L'Instinct sombre (Tiomny Instinct) de Mikhaïl Tumanishvili : Dmitri Korsakov, musicien
- 2005 : Roman féminin (Zhenski roman) de Sergueï Snejkine : Oleg
- 2005 : La Star d'une époque (Zvezda epokhi) de Iouri Kara : Semenov
- 2006 : Satisfaction (Satisfaktsia) de Mikhaïl Chevtchouk : Alexandre Choulenine
- 2007 : Le Retour de Touretski (Vozvrashchenie Turetskogo) de Oleg Strom : Touretski
- 2007 : L'Aventure truculente (Jivopisnaïa avantyura) de Valeri Akhadov : Maxime Iline
- 2008 : Ne renonce pas si tu aimes (Ne otrekaïutsia lioubia) de Elena Nikolaeva : Gleb
- 2009 : Si c'était notre destin (Esli nam sudba) d'Alexander Aravine : Alexander Vlassov
- 2010 : Hongre gris (Sivy merin) de Mikhaïl Tumanishvili : Dmitri Korablev (2010)
- 2011 : Dostoïevski de Vladimir Khotinenko : Alexander Issaïev
- 2011 : M.U.R : Piotr Priloutski
- 2011 : Ma seconde moitié (Moya vtoraya polovinka) de Teimuraz Esadze : Alexei Kochevnikov
- 2011 : Du côté ensoleillé de la rue (Na solnechnoy storone ulitsy) de Vladimir Krasnopolski : Youri Kondratevich (2011)
- 2011 : Pilote des vols intérnationaux (Pilot mezhdunarodnykh avialini) d'Armen Harutyunyan : Alexandre Stepanov, pilote
- 2011 : Les Mystères des complots à la cour (Tayny dvortsovykh perevorotov) de Svetlana Droujinina : Moritz Karl zu Lynar (2011)
- 2012 : Le Visage d'un autre (Chuzhoe litso) de Sergueï Bassine : Stavinski
- 2012 : Les Légendes de Kroug (Legendy o Krouge) de Timur Kabulov : Alekseï
- 2012 : Marina Rochtcha (Марьина Роща) d'Alexander Khvan : Constantin Trochine (2012)
- 2012 : Le Remède contre la mort (Sredstvo ot smerti) d'Alexander Muratov : Pavel Riabinine, rédacteur en chef
- 2012 : Zonnentau de Karen Oganesyan : Harald Sommerset
- 2013 : Tuer Staline (Oubit Stalina) de Sergueï Ginzburg : Ivan Berejnoï, capitaine du NKVD
- 2014 : Messieurs les camarades (Gospoda-tovarichtchi) de Vassili Serikov : Nikolaï Varaksine, ancien enquêteur
- 2014 : Marina roshcha - 2 d'Aleksandr Khvan : capitaine Trochine
- 2015 : Pennsylvanie (Pensilvania) de Vladimir Vinogradov : Vitali Goussev, l'escroc
- 2017 : Sorge (Зорге) de Sergueï Ginzburg : Richard Sorge
- 2023 : Ranevskaïa (Раневская) de Dmitri Petrun : Vassili Katchalov

#### Téléfilms
- 1986 : Mikhaylo Lomonossov (Михайло Ломоносов) d'Alexandre Prochkine : Alexandre Soumarokov
- 1986 : Vyzov
- 1989 : La Visite de la dame (Визит дамы,Vizit damy) de Mikhaïl Kozakov : Hobi
- 1999 : Par le fer et par le feu (Ogniem i mieczem) de Jerzy Hoffman  : Jurko Bohun
- 2000 : La Marche de Touretski. Dangereux pour la vie : Touretski
- 2000 : La Marche de Touretski. Meurtre rue Neglinnaïa : Touretski
- 2001 : La Marche de Touretski. Le dernier maréchal : Touretski
- 2003 : Pourquoi as-tu besoin d'un alibi? : Igor

## Récompenses et distinctions
- 2000 : Artiste émérite de Russie
- 2007 : Artiste du peuple de la fédération de Russie
- 2019 : Ordre de l'Amitié